# 嘉暦の騒動
嘉暦の騒動 （かりゃくのそうどう）は、鎌倉時代末期の正中3年（1326年）、鎌倉幕府の執権である北条氏得宗家の家督継承を巡る内管領長崎氏と、外戚安達氏の抗争による内紛。

## 経過
正中3年（1326年）3月13日、14代執権北条高時が病のために24歳で出家する。内管領長崎氏は、同じ得宗被官（御内人）である五大院宗繁の妹常葉前を母として前年12月に産まれた高時の長子太郎邦時を得宗家の後継者に推し、執権職を継承するまでの中継ぎとして北条氏庶流の連署金沢貞顕を15代執権に推挙する。貞顕の叔母は五大院氏に嫁いでおり、縁戚関係があった。貞顕は高時の出家に伴い5度に渡って出家を願い出たが、長崎氏によって慰留されていた。
高時の正室は安達時顕の娘であり、外戚である安達氏は得宗被官を母とする邦時の誕生の際にも不快の態度を示し、高時の母大方殿と安達一族は御産所にも高時の前にも姿を現さなかった。安達氏側は邦時の家督継承を阻止するべく、高時の弟で大方殿の子北条泰家を高時の後継として推していた。
3月16日朝、貞顕の元に執権就任を告げる長崎氏の使者が訪れ、貞顕は素直に喜びその日から評定に出席した。しかし同日に泰家がこれを恥辱として出家を遂げる。泰家に続いて多くの人々が出家し、これらは貞顕の執権就任に不満を抱く人々が多かったことの表れであった。憤った泰家とその母大方殿が貞顕を殺そうとしているという風説が流れ、不穏な状況に連署のなり手もなく、貞顕は窮地に立たされる。泰家を出家に追い込んで長崎氏側の目的は果たされたことから、今度はあっさり出家の申し出が認められ、貞顕は3月26日に15代執権を辞任し、出家を遂げた。在職10日余りであった。
貞顕の出家後、泰家と安達氏の憤りを恐れて北条一門に執権のなり手がいない中、ようやく4月24日に引付衆一番頭人赤橋守時が就任し、これが最後の北条氏執権となる。連署には大仏維貞が就任した。高時の嫡子邦時は執権守時が扶持することになり、先例によって5歳で八幡宮参詣が行われ、得宗の後継者としての儀式が行われた。得宗の後継者が得宗被官の血縁となり、北条氏は得宗被官に飲み込まれていく事態が発生していた。一方で高時にとっても同母弟の泰家が執権になると嫡流の移動が起こる可能性があり、自らの子孫が得宗家を継げなくなる恐れがあるため、泰家の執権就任を望んでいなかったとする指摘もある。
4月26日、元号が正中から嘉暦へ改元される。
同じ頃、都の朝廷でも大覚寺統と持明院統による皇位継承争いが激化しており、北条一族の内紛は政局混迷の度合いを深め、やがて正慶2年（1333年）5月の鎌倉幕府滅亡へと繋がっていく。